# María Ana de Austria (1568-1629)
María Ana de Austria y Mendoza (Pastrana, 1568 - Burgos, 1629) fue una dama española del séquito de la infanta Juana de Austria, princesa viuda de Portugal. Era hija de Juan de Austria y María de Mendoza, por lo tanto, sobrina y prima de reyes. Quedó tempranamente huérfana y fue cuidada hasta los siete años por Magdalena de Ulloa. Su tío Felipe II mandó que fuese enclaustrada en el convento de Madrigal de las Altas Torres, donde profesó como religiosa. 

## Biografía

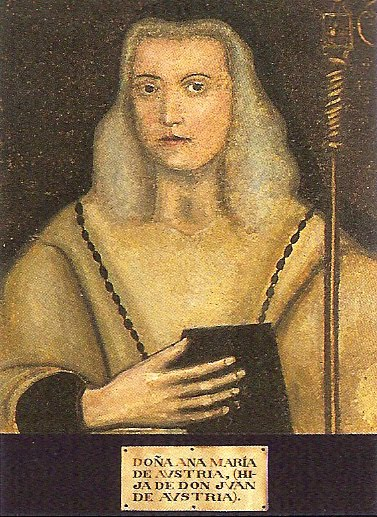
María Ana de Austria

Los príncipes de Éboli mantuvieron amistad con Juan de Austria, siendo en su casa madrileña donde conoció a María de Mendoza, que sería su amante y madre de María Ana. De hecho, María Ana de Austria nació en el palacio de la princesa de Éboli, antes de que Juan de Austria marchara a mandar las tropas en las Alpujarras en 1569. 

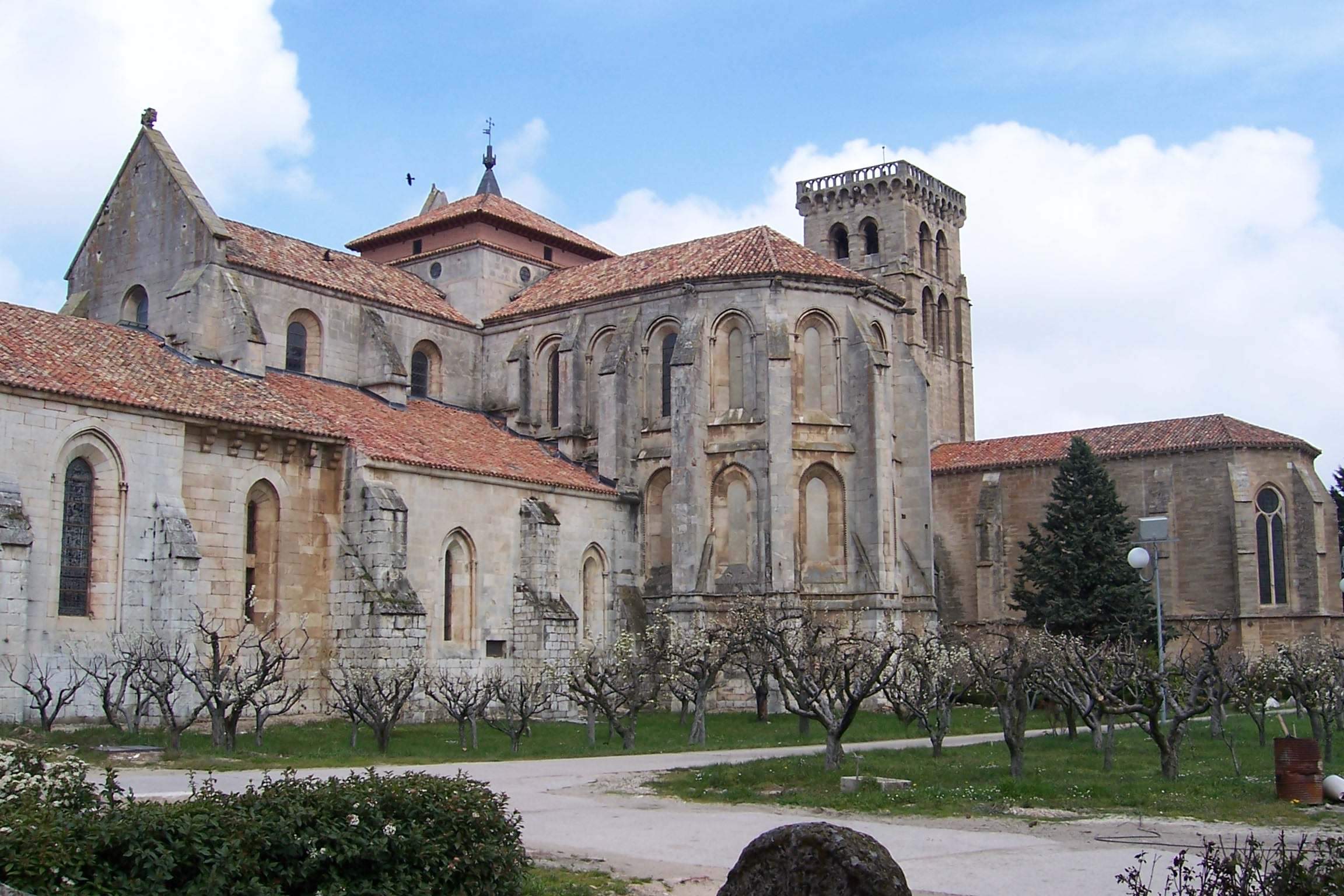
Monasterio de Santa María la Real de Las Huelgas donde residió María Ana de Austria.

Doña María Ana de Austria profesa el 12 de noviembre de 1589 en el Monasterio de Nuestra Señora de Gracia el Real de la Villa de Madrigal, de la Orden de San Agustín. La joven religiosa es embaucada por Gabriel de Espinosa, el célebre Pastelero de Madrigal, que se hacía pasar por el rey Don Sebastián I de Portugal, desaparecido el 4 de agosto de 1578 en la batalla de Alcazarquivir, aprovechando un sorprendente parecido físico con él. Corteja a Doña Ana con la complicidad de su confesor el portugués Fray Miguel de los Santos, y ésta, deslumbrada por la esperanza de convertirse en reina de Portugal, les ayuda. Espinosa es detenido en posesión de unas joyas entregadas por Doña María Ana, que de esta forma se ve involucrada en la conspiración.
Desarticulada la trama, Espinosa es condenado en 1595, ahorcado, decapitado y descuartizado, y sus restos expuestos en las entradas de la villa de Madrigal, y Fray Miguel es ahorcado en la Plaza Mayor de Madrid. Doña María Ana de Austria, desposeída de sus privilegios, fue recluida en estricta clausura en el Convento de Nuestra Señora de Gracia de Ávila.
Doña María Ana de Austria, de 27 años y frágil salud, que vivía desde los 6 en el monasterio y llevaba ya casi 5 de profesión, deseaba abandonar un estado para el que no sentía vocación, en el que había entrado obligada por el rey. 
La culpa de doña Ana de Austria se saldó con un encierro en el convento agustino de Ávila. Allí, desprovista de privilegios, pasó poco más de 3 años, hasta que su primo Felipe III, a poco de suceder a su padre, la hizo devolver al monasterio de Madrigal, donde, restituida su influencia y recobrada la tranquilidad de espíritu, fue elegida priora.
Años después, fue perdonada por su primo Felipe III, y dejando la orden de San Agustín, fue nombrada abadesa perpetua del cisterciense Monasterio de Santa María la Real de Las Huelgas, el 8 de agosto de 1611, la mayor dignidad eclesiástica a que una mujer podía aspirar.

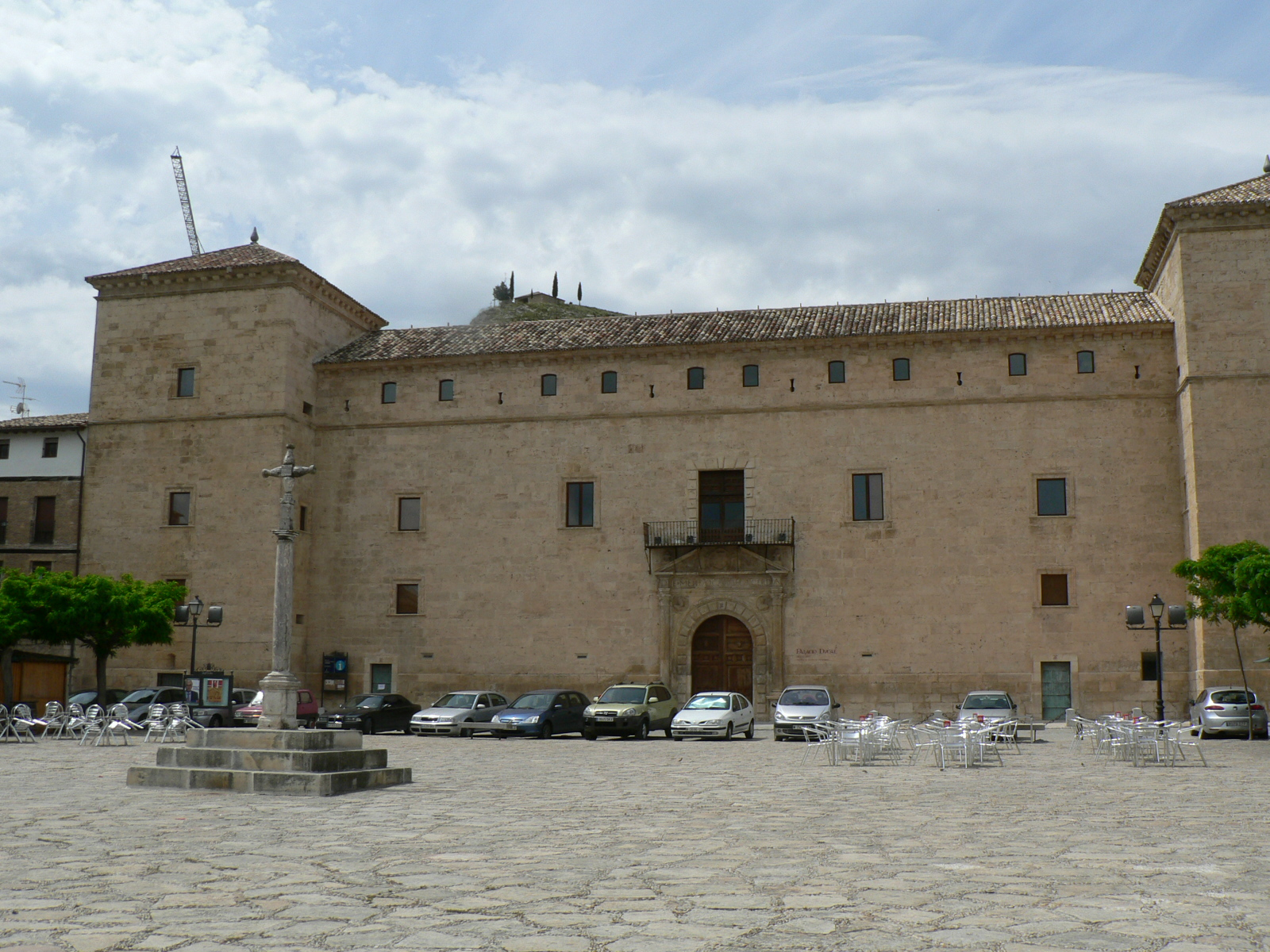
Palacio Ducal de Pastrana, lugar de nacimiento de Doña María Ana de Austria

Ana de Austria impulsó nuevas construcciones, renovando la dignidad abacial o dictando definiciones para el gobierno de la casa cisterciense. Fruto de su empeño se habilitaron nuevos pasos, se construyó una nueva iglesia e incluso una capilla funeraria  para su padre, Don Juan de Austria. 
Falleció en el monasterio burgalés el 28 de noviembre de 1629.